# Magdalena Gueorguieva
Magdalena Stoyanov Gueorguieva –en búlgaro, Магдалена Стоянова Георгиева– (Brestovitsa, 7 de diciembre de 1962) es una deportista búlgara que compitió en remo.
Participó en los Juegos Olímpicos de Seúl 1988, obteniendo una medalla de bronce en la prueba de scull individual. Ganó cinco medallas en el Campeonato Mundial de Remo entre los años 1985 y 1989.

## Palmarés internacional
| Juegos Olímpicos   | Juegos Olímpicos         | Juegos Olímpicos  | Juegos Olímpicos |
| Año                | Lugar                    | Medalla           | Prueba           |
| ------------------ | ------------------------ | ----------------- | ---------------- |
| 1988               | Seúl (Corea del Sur)     | Medalla de bronce | Scull individual |
| Campeonato Mundial |                          |                   |                  |
| Año                | Lugar                    | Medalla           | Prueba           |
| 1985               | Malinas (Bélgica)        | Medalla de bronce | Doble scull      |
| 1986               | Nottingham (Reino Unido) | Medalla de plata  | Scull individual |
| 1987               | Copenhague (Dinamarca)   | Medalla de oro    | Scull individual |
| 1989               | Bled (Yugoslavia)        | Medalla de bronce | Doble scull      |
| 1989               | Bled (Yugoslavia)        | Medalla de bronce | Cuatro scull     |